# (30183) Murali
(30183) Murali est un astéroïde de la ceinture principale d'astéroïdes.

## Description
(30183) Murali est un astéroïde de la ceinture principale d'astéroïdes. Il fut découvert le 6 avril 2000 à Socorro (Nouveau-Mexique) par le projet LINEAR. Il présente une orbite caractérisée par un demi-grand axe de 2,41 UA, une excentricité de 0,17 et une inclinaison de 4,2° par rapport à l'écliptique.

## Dénomination
(30183) Murali a été nommé en l'honneur de Chythanya Murali (2000-), lauréate des Broadcom MASTERS (en) 2014 (un concours de mathématiques et de sciences pour les collégiens) dans la catégorie engineering.